# 인터넷 스위트
인터넷 스위트(Internet suite) 또는 인터넷 제품군은 보통 아래의 기능들을 포함하는 인터넷 관련 소프트웨어 제품군이다:
- 웹 브라우저
- 이메일 클라이언트, 뉴스 클라이언트, 주소록
- 다운로드 관리자
- HTML 편집기
- IRC 클라이언트

## 예
- 넷스케이프 커뮤니케이터
- 넷스케이프
- 모질라, 시몽키
- 오페라